# Mécanisme de taux de change européen
 (décembre 2010).
Si vous disposez d'ouvrages ou d'articles de référence ou si vous connaissez des sites web de qualité traitant du thème abordé ici, merci de compléter l'article en donnant les références utiles à sa vérifiabilité et en les liant à la section « Notes et références ».
Le mécanisme de taux de change européen, ou MCE, est un mécanisme de taux de change, introduit par la Communauté européenne en 1979, destiné à stabiliser les cours des devises européennes, prévenir les risques de change et accroître la confiance dans la monnaie à moyen et long termes, juguler l'inflation et développer le commerce et l'activité dans la zone intra-communautaire.
Initialement nommé « système monétaire européen », il a été considérablement révisé dans son fonctionnement par le traité de Maastricht, ratifié en 1992, instaurant l'Union européenne, en vue de la préparation à son Union économique et monétaire et sa future monnaie unique.
Depuis l'introduction de l'euro, le 1er janvier 1999, il a été révisé et remplacé par le MCE II et consiste en un accord entre le Conseil ECOFIN réunissant tous les pays membres de l'Union européenne, la Banque centrale européenne et les banques centrales nationales des États membres de l'Union européenne n'appartenant pas à la zone euro.

## Du système monétaire européen (SME) au MCE
Le système monétaire européen (SME) fut introduit en mars 1979, en remplacement des systèmes précédents qui avaient échoué (comme le serpent ou le tunnel monétaire), afin de réduire la variabilité des taux de change en Europe et atteindre une certaine stabilité monétaire, plus favorable à l'introduction d'une future monnaie unique (l'euro n'était alors qu'envisagé). Le système créait une unité monétaire théorique, l'ECU, basée sur un panier composé de chacune des devises européennes (permettant aussi de calculer et répartir le budget européen) et instaurait une solidarité des pays européens en matière de soutien des cours, autour d'une valeur pivot calculée en fonction des évolutions de chaque devise par rapport à l'unité commune.
Toutefois, le système conservait de larges marges de manœuvre, chaque banque centrale conservant ses propres règles de fonctionnement.
La signature du traité de Maastricht en 1992 change complètement le fonctionnement du système monétaire européen, en instaurant une Banque centrale européenne (BCE), dont la mise en place prendra plusieurs années nécessaires à la mise en place de l'indépendance totale des banques centrales nationales jusqu’à leur intégration dans la BCE, et l'application de politiques budgétaires nationales rigoureuses destinées à assurer la convergence à long terme des économies européennes.
Le mécanisme de taux de change européen (MCE) est avant tout cette nouvelle politique mise en place progressivement dans le cadre du SME, de façon transitoire, jusqu’à l'instauration de l'Union économique et monétaire (UEM) ; ce mécanisme ne fonctionnera pleinement que dans les deux dernières années du SME en 1998 et 1999 (après la finalisation des statuts de la BCE et la mise en place des politiques économiques et législations nationales adaptées), c'est-à-dire la période finale d'évaluation des devises qui seraient intégrées dans la future UEM. Il permit toutefois de stopper les interventions directes perturbant la saine concurrence intra-européenne, et d'éviter le recours trop fréquent dans le passé aux dévaluations des devises nationales comme moyen (de plus en plus inefficace et inflationniste[réf. nécessaire]) de relancer la croissance et les investissements étrangers par une hausse des taux d'intérêt, là où le SME imposait seulement de consulter au préalable les autres partenaires sur les compensations nécessaires à ces dévaluations. Ainsi le MCE instaura la véritable coopération économique européenne via les réunions régulières des ministres des finances au sein du Conseil ECOFIN.
Lorsque le Royaume-Uni etait membre de l’union européenne, il participait au SME puis au MCE jusqu’à sa dissolution à la fin de 1999. Le SME n'existe plus mais certains mécanismes du MCE restaient en application pour le Royaume-Uni sous forme de coopération avec l'UEM et le respect de certains objectifs communs définis par le traité de Maastricht, et l'obligation pour le Royaume-Uni de contribuer au budget européen avec des comptes établis en euros, la seule devise officielle de l'Union européenne.
La Finlande et la Suède ont participé au MCE, comme l'ensemble des 15 membres de l'Union européenne jusqu'à la fin de 1999. La Finlande est sortie du MCE pour rejoindre directement l'UEM. Mais la Suède n'a pas pris les mesures techniques permettant de sortir du MCE avant l'introduction de l'euro, en adoptant celles définies pour le MCE II qui lui auraient permis de rejoindre l'UEM, comme le traité le lui obligeait.

## MCE II
Pour les États membres ne participant pas à la monnaie unique européenne, un second mécanisme de taux de change européen, dit MCE II, fut alors mis en place. Lors de la négociation du traité de Maastricht par les 12 membres de l'UE, et les 3 nouveaux accédants (Finlande, Suède et Autriche), il était prévu que tous les membres du précédent MCE et tous les nouveaux membres de l'Union adhèrent obligatoirement soit à l'UEM (s'ils sont éligibles), soit au MCE II. Le MCE a pris fin, mais la Suède (en dépit de sa signature du traité) et le Royaume-Uni (qui a choisi de se retirer mais a été autorisé à ne pas le faire) n'ont pas adhéré au MCE II. De telles exemptions ne sont plus permises pour les nouveaux pays candidats à l'Union, qui doivent préalablement accepter la convergence de leur économie et la participation au MCE II (puis à l'UEM dès que les conditions sont remplies) avec un calendrier défini dans le traité d'adhésion.
Le MCE II est basé sur l'euro uniquement, c'est-à-dire sur l'unité commune des seuls pays ayant adhéré à l'euro et tolère un écart de 15 % autour d'un taux de change initial entre la devise nationale et l'euro. Cette réduction d'assiette pour la fixation des taux de change extra-communautaires devait permettre aussi de stabiliser et répartir le budget européen sur des bases plus équitables. Toutefois, cette réduction d'assiette comportait un risque sur la fixation de ce budget, si insuffisamment de pays européens adhéraient à l'euro. Ce ne fut pas le cas, et presque tous les pays de l'Union européenne ont pu adhérer dès le lancement de l'euro, ce qui a permis de mettre fin en même temps à l'ECU et donc aussi au MCE (du moins officiellement, certains organismes financiers ayant continué à le calculer jusqu'en 2001 environ, sous forme d'un indice, mais en considérant le poids de l'euro dans l'ancien panier de devises, bien que la composition de l'euro ait changé depuis, ainsi que les modes de calcul des contributions au budget européen).
Depuis l'introduction de l'euro le 1er janvier 1999, la parité entre l'euro et les anciennes devises nationales des pays membres rejoignant l'euro est devenue fixe et irrévocable. Les autres pays ayant ratifié le traité de Maastricht (ou ses successeurs) s'engagent à faire converger leur économie de façon à éviter les distorsions économiques liées à leur taux de change, à ne plus recourir aux dévaluations, laisser le marché fixer le cours de leur devise en fonction de leurs performances économiques. Pour parvenir à maintenir les taux de change stables autour d'une valeur pivot définie lors de l'adhésion au MCE II, dans des limites maximales de fluctuation de ±15 %, ils mènent une politique commune de convergence de critères économiques, et une saine gestion de leurs finances publiques à court et long terme.
Ces critères sont évalués par le Conseil de ministres des finances de l'Union, l'ECOFIN, en collaboration avec la Banque centrale européenne et les banques centrales nationales membres de l'UEM. Si les critères de convergence économiques sont respectés durant une période minimale de deux ans, les États participants reçoivent l'agrément d'Conseil ECOFIN pour accéder à l'euro, et leur banque centrale nationale (BCN) peut adhérer à la BCE ; finalement, quand cette intégration est réalisée, la BCE fixe, en accord avec le conseil ECOFIN, le taux de conversion irrévocable entre leur devise nationale et l'euro, en prenant en compte les dernières fixations officielles sur les marchés des changes et les ajustements calculés sur les avoirs et engagements financiers internationaux de la BCN adhérente au jour de la clôture.
Tous les pays aspirant à intégrer la zone euro doivent d'abord souscrire au MCE II. Ce fut le cas pour la Grèce en 2000 et 2001 avant son adhésion à l'euro. Entre 2004 et 2020,  l'Estonie, la Lituanie, la Lettonie, Malte, Chypre, la Slovaquie, la Slovénie, la Croatie et la Bulgarie ont adhéré au MCE II. En intégrant la zone euro, la Slovénie a quitté le MCE II le 1er janvier 2007, Chypre et Malte en 2008, la Slovaquie en 2009, l'Estonie en 2011, la Lettonie en 2014, la Lituanie en 2015 et la Croatie en 2023.

### Pays membres du MCE II
- États membres de la zone euro : 20 pays (Allemagne, Autriche, Belgique, Chypre, Croatie, Espagne, Estonie, Finlande, France, Grèce, Irlande, Italie, Lettonie, Lituanie, Luxembourg, Malte, Pays-Bas, Portugal, Slovaquie, Slovénie)
- Micro-États non membres de l'UE utilisant l'euro avec l'accord de l'UE : 4 pays (Andorre, Monaco, Saint-Marin et Vatican)
- États non membres de l'UE qui ont adopté l'euro unilatéralement : 2 pays (Kosovo et Monténégro)
- États membres de l'Union européenne (UE) qui ont rejoint le MCE II : 1 pays (Bulgarie)
- État membre de l'UE faisant partie du MCE II mais qui est exempté de l'obligation de rejoindre la zone euro (Danemark).
- États membres de l'UE qui ont l'obligation  de rejoindre la zone euro : 5 pays (Hongrie, Pologne, Roumanie, Suède et Tchéquie)

Après un communiqué du Conseil ECOFIN à Vienne, le 26 septembre 1998, la participation du Danemark et de la Grèce au nouveau MCE II est acceptée. Après l’adoption de l’euro par la Grèce le 1er janvier 2002, seul le Danemark y participait.
Toutefois, une procédure d’infraction a été initiée par la Commission européenne contre la Grèce, accusée d'avoir maquillé ses comptes publics en matière de déficit budgétaire pour lui permettre d’adhérer à l’euro en dépit des conditions de convergence nécessaires qui devaient être maintenues durant deux années. Cette procédure ne remet pas en cause sa sortie du MCE II pour son adhésion à l’euro. De telles procédures ont été envisagées aussi contre la France et l'Allemagne (qui n’ont pas participé au MCE II mais au premier MCE), pour le dépassement des objectifs de convergence budgétaire postérieurement à leur adhésion à l’euro. Ces procédures ne relèvent pas du MCE II mais des mécanismes de contrôle propres à l’UEM.
Le Danemark, en votant contre cette adhésion, a obtenu aussi une dérogation opting out lui permettant de rester dans le MCE II sans être tenu d’adhérer à l’UEM et à l’euro ; au lieu de cela, la marge de fluctuation de sa devise dans le MCE II a été réduite par rapport aux autres membres. Lorsqu’il était membre de l’Union européenne, le Royaume-Uni (qui participait auparavant dans le premier mécanisme de taux de change de la Communauté européenne) avait obtenu une dérogation lui permettant de rester hors du MCE II (et donc aussi hors de l’UEM et de l’euro) dès sa création, même s’il respectait toutes les conditions requises, et sa devise (comme sa politique de taux d’intérêt) évolue librement sur les marchés ; toutefois, le Royaume-Uni devait répondre à certains objectifs économiques communs avec ses autres partenaires de l’UE (notamment en matière de réduction des déficits publics et de lutte contre l'inflation, et participait à l’UEM sans être partie de l’EuroSystème). La Suède aurait dû normalement participer au MCE II, mais applique pour l’instant des mesures unilatérales d’ordre technique qui lui évitent d’avoir à le faire de façon obligatoire (et donc à terme d’avoir à rejoindre automatiquement l’EuroSystème avec un calendrier prédéfini).
Les 10 nouveaux États membres qui ont adhéré à l’Union européenne le 1er mai 2004 vont rejoindre le MCE II au fur et à mesure de leur préparation à l’adoption de l’euro, et participent déjà à l’UEM pour être partie de l’EuroSystème. Le 27 juin 2004, la couronne estonienne, le litas lituanien et le tolar slovène ont rejoint le MCE II. Le 2 mai 2005, trois autres États ont rejoint le MCE II : Chypre, la Lettonie et Malte. La Slovaquie a suivi le 25 novembre 2005. La Roumanie et la Bulgarie, qui ont adhéré à l’Union européenne le 1er janvier 2007, doivent également rejoindre à terme le MCE II et rejoindront l’Union monétaire après au minimum 2 années de participation et la satisfaction des critères de convergence définis dans le traité unique. Parmi ces 12 derniers États, la Slovénie en est sortie avec succès en janvier 2007, a été suivie en janvier 2008 par Chypre et Malte, par la Slovaquie en janvier 2009 et par l'Estonie en janvier 2011.
La Bulgarie, bien qu’ayant adhéré à l’Union européenne et appliquant une politique unilatérale de taux de change fixe avec l’euro depuis plusieurs années, ne participe au MCE II que depuis le 13 juillet 2020. Avant cela, le pays ne rencontrait pas les critères d'adhésion, notamment en matière de politique de taux d’intérêt et d’adhésion aux objectifs de convergence économique (inflation), budgétaire (déficits publics), politique (indépendance de sa banque centrale) et de coopération (soutien des cours et de la politique monétaire commune), qu’une telle participation implique de façon obligatoire. Elle se trouvait alors dans la même situation que la Roumanie, ou encore la Pologne, la Hongrie ou la Tchéquie. Ces autres pays peuvent encore à tout moment décider seuls d’un changement de leur taux de change.

## Cours pivots
Le MCE II prévoit de maintenir le taux de change moyen de la devise d’un État participant au système, dans une fourchette de variation maximale possible autour d’un cours pivot central. Ce cours pivot utilisé durant la période de participation ne préfigure pas la valeur du taux de conversion définitif qui sera appliqué lorsque l’accession à l'euro sera confirmée et entrera en vigueur.
En effet, ce taux de conversion final, s’il doit rester dans la fourchette prédéfinie (le soir de la veille du jour de l’entrée dans le MCE II), dépendra du cours final de la devise participante et des dernières opérations de compensation des engagements sur les marchés monétaires le dernier soir où cette devise cessera d'être cotée sur les marchés monétaires réglementés surveillés par la BCE. Toutefois, les cours pivots des devises du MCE II sont, comme les taux de conversions des anciennes devises converties en euros, définis dans les deux cas par leur valeur relative pour 1 euro par décision du Conseil ECOFIN avec une précision de 6 chiffres significatifs.
Il ne faut donc pas confondre un cours pivot du MCE II avec les taux de change effectifs pour un euro (fixes, réajustables ou variables selon la politique monétaire de l’État participant), ni avec les cours réels (libres sur les marchés monétaires et financiers et souvent différents à la même date entre l’achat et la vente) ni avec un taux de conversion en euro (légal, unique et définitif, mais inexistant pour les devises du MCE II et applicable sans aucuns frais de change à toutes les transactions au sein de l’Union européenne).
Voici la liste (triée dans l’ordre d'adhésion au MCE II puis de sortie) des 16 États de l’Union européenne, non membres initialement de l’EuroSystème (les 11 autres États de l’Union européenne ont intégré l’EuroSystème et adopté l’euro dès sa création en 1999, sans avoir à utiliser le mécanisme MCE II, rejoints plus tard par neuf autres États, listés ici) :
| Pays | Agrément ECOFIN      | Participation au MCE II | Participation au MCE II | Devise nationale  | Marge de fluctuation | Cours (pour 1 euro) | Cours (pour 1 euro) | Cours (pour 1 euro) | Cours (pour 1 euro) |
| Pays | Agrément ECOFIN      | Début                   | Fin                     | Devise nationale  | Marge de fluctuation | Pivot               | Minimum             | Maximum             |                     |
| --- | -------------------- | ----------------------- | ----------------------- | ----------------- | -------------------- | ------------------- | ------------------- | ------------------- | ------------------- |
| Grèce | 19 juin 2000         | 1er janvier 1999        | 31 décembre 2000        | drachme (GRD)     | ± 15 %               | 340,750             | 289,638             | 391,862             |                     |
| Slovénie | 11 juillet 2006      | 28 juin 2004            | 31 décembre 2006        | tolar (SIT)       | ± 15 %               | 239,640             | 203,694             | 275,586             |                     |
| Chypre | 10 juillet 2007      | 2 mai 2005              | 31 décembre 2007        | livre (CYP)       | ± 15 %               | 0,585274            | 0,497483            | 0,673065            |                     |
| Malte | 10 juillet 2007      | 2 mai 2005              | 31 décembre 2007        | lire (MTL)        | ± 15 %               | 0,429300            | 0,364905            | 0,493695            |                     |
| Slovaquie | 8 juillet 2008       | 28 novembre 2005        | 31 décembre 2008        | couronne (SKK)    | ± 15 %               | 30,1260             | 32,6868             | 44,2233             |                     |
| Estonie | 13 juillet 2010      | 28 juin 2004            | 31 décembre 2010        | couronne (EEK)    | ± 15 %               | 15,6466             | 13,2996             | 17,9936             |                     |
| Lettonie | 9 juillet 2013       | 2 mai 2005              | 31 décembre 2013        | lats (LVL)        | ± 15 %               | 0,702804            | 0,597383            | 0,808225            |                     |
| Lituanie | 23 juillet 2014      | 28 juin 2004            | 31 décembre 2014        | litas (LTL)       | ± 15 %               | 3,45280             | 2,93488             | 3,97072             |                     |
| Croatie | 12 juillet 2022      | 10 juillet 2020         | 31 décembre 2022        | kuna (HRK)        | ± 15 %               | 7,53450             | 6,40433             | 8,66468             |                     |
| Bulgarie | 8 juillet 2025       | 10 juillet 2020         | 31 décembre 2025        | lev (BGN)         | ± 15 %               | 1,95583             | 1,66246             | 2,24920             |                     |
| Danemark | Traité de Maastricht | 1er janvier 1999        | non prévue              | couronne (DKK)    | ± 2,25 %             | 7,46038             | 7,29252             | 7,62824             |                     |
| Hongrie | dates indéterminées  | dates indéterminées     | dates indéterminées     | forint (HUF)      | ± 15 %               | pas encore définis  | pas encore définis  | pas encore définis  |                     |
| Pologne | dates indéterminées  | dates indéterminées     | dates indéterminées     | zloty (PLN)       | ± 15 %               | pas encore définis  | pas encore définis  | pas encore définis  |                     |
| Roumanie | dates indéterminées  | dates indéterminées     | dates indéterminées     | nouveau leu (RON) | ± 15 %               | pas encore définis  | pas encore définis  | pas encore définis  |                     |
| Suède | dates indéterminées  | dates indéterminées     | dates indéterminées     | couronne (SEK)    | ± 15 %               | pas encore définis  | pas encore définis  | pas encore définis  |                     |
| Tchéquie | dates indéterminées  | dates indéterminées     | dates indéterminées     | couronne (CZK)    | ± 15 %               | pas encore définis  | pas encore définis  | pas encore définis  |                     |
| Légende : - États membres de la zone euro - États membres du MCE II - États dont les critères ne sont pas satisfait |                      |                         |                         |                   |                      |                     |                     |                     |                     |